# Usina Termelétrica Baixada Fluminense
A Usina Termelétrica Baixada Fluminense é uma usina de energia localizada no município de Seropédica, no estado do Rio de Janeiro.

## Histórico
A Petrobras foi a vencedora do 12º leilão de energia nova de 2011 (A-3) da ANEEL.
O início das obras se deu em novembro de 2011.
Em 1º de fevereiro de 2014 entrou em funcionamento o primeiro turbogerador e em 11 de fevereiro, o segundo, utilizando o ciclo aberto em ambos.
O terceiro turbogerador entrou em operação em outubro de 2014.

## Capacidade energética
A usina tem capacidade energética de 530 MW, sendo composta por três turbogeradoresː dois com 172 MW (a gás) e um com 186 MW (a vapor). A usina utiliza o ciclo combinado.
É uma das maiores termelétricas do Rio de Janeiro e do Brasil.